# Constanța Burcică
Constanța Pipotă-Burcică (Sohatu, 15 marzo 1971) è una canottiera rumena, vincitrice di 3 medaglie d'oro nel doppio pesi leggeri, più un argento e un bronzo, tra le Olimpiadi di Barcellona 1992 e quelle di Pechino 2008.

## Palmarès
- Olimpiadi

Barcellona 1992: argento nel 4 di coppia.
Atlanta 1996: oro nel doppio pesi leggeri.
Sydney 2000: oro nel doppio pesi leggeri.
Atene 2004: oro nel doppio pesi leggeri.
Pechino 2008: bronzo nell'8 con.
- Campionati del mondo di canottaggio

1990 - Tasmania: oro nell'8 con.
1991 - Vienna: bronzo nel 4 di coppia.
1999 - St. Catharines: oro nel doppio pesi leggeri.
- Campionati europei di canottaggio

2008 - Maratona: oro nell'8 con.